# Fatma (Fernsehserie)
Fatma ist eine türkische Thriller-Drama-Miniserie, die von Idea Film Creatives für Netflix produziert wurde. Die Serie erschien mit deutscher Synchronisation am 27. April 2021 weltweit auf Netflix.

## Handlung
Die 35-jährige Fatma Yılmaz ist eine einfache Reinigungskraft und Mutter, doch das ändert sich, als ihr Ehemann Zafer kurz nach seiner Entlassung aus dem Gefängnis spurlos verschwindet und ihr Sohn verstirbt. Während der Suche nach ihrem Ehemann begeht Fatma einen unerwarteten Mord. Als die zwielichtigen Untergrund-Bekanntschaften von Zafer vom Mord erfahren, bleibt Fatma keine andere Wahl – sie muss weiter töten, um zu überleben. Dank ihrer unscheinbaren Fassade als gewöhnliche Reinigungskraft bezichtigt niemand Fatma des Mordes und sie kann unentdeckt weiter töten. Letztendlich wird Mord für Fatma zu einer Art Befreiung von all den Jahren des Kampfes und der Trauer, die sie erduldet und unterdrückt hatte, und zu einem neuen Teil ihrer Identität, mit der sie sich auseinandersetzen muss, neben der Suche nach ihrem Ehemann und der Rache für ihren unschuldigen Sohn.

## Besetzung und Synchronisation
Die deutsche Synchronisation entstand nach den Dialogbüchern von Markus Engelhardt sowie unter der Dialogregie von Elke Weidemann durch die Synchronfirma Interopa Film GmbH in Berlin.
| Rolle                 | Schauspieler        | Synchronsprecher     |
| --------------------- | ------------------- | -------------------- |
| Fatma Yılmaz          | Burcu Biricik       | Manja Doering        |
| Der Schriftsteller    | Uğur Yücel          | Jörg Hengstler       |
| Bayram Karadağ        | Mehmet Yılmaz Ak    | Matthias Deutelmoser |
| Emine „Mine“          | Hazal Türesan       | Rubina Nath          |
| İsmail                | Deniz Şen Hamzaoğlu | Matti Klemm          |
| Kadriye               | Gülçin Kültür Şahin | Aline Staskowiak     |
| Sidar                 | Olgun Toker         | Simon Derksen        |
| Yusuf                 | Çagdas Onur Öztürk  | Paul Matzke          |
| Polizeikapitän        | Şehsuvar Aktaş      | Sven Gerhardt        |
| Levent                | Mesut Özkeçeci      | Felix Würgler        |
| Zafer Yılmaz          | Ferit Kaya          | Alexander Doering    |
| Ekber                 | Burhan Öçal         | Oliver Stritzel      |
| Serdar                | Umut Kurt           | Johannes Raspe       |
| Arzu Ağden            | Servet Pandur       | Jana Kozewa          |
| Kassiererin           | Ümmü Putgül         | Marie-Isabel Walke   |
| Sekretärin von Bayram | Gökçe Eyüboglu      | Isabelle Höpfner     |
| Su                    | Ecem Uzun           | Sophie Lechtenbrink  |
| Escort                | Melis Sezen         | Patrizia Carlucci    |
| Oğuz                  | Mustafa Tonak       |                      |
| Feryal                |                     | Nurcan Özdemir       |
| Fatma (jung)          |                     | Finja Heerda         |
| Lehrerin              |                     | Ilka Teichmüller     |
| Polizist #1           |                     | Nico Nothnagel       |

## Episodenliste
| Nr.                                                                        | Deutscher Titel  | Originaltitel      |
| -------------------------------------------------------------------------- | ---------------- | ------------------ |
| 1                                                                          | Schwerkraft      | Yer Çekimi         |
| 2                                                                          | Staub            | Toz                |
| 3                                                                          | Sieh mich an     | Yüzüme Bak         |
| 4                                                                          | Mütter und Söhne | Analar ve Oğulları |
| 5                                                                          | Fensterplatz     | Cam Kenarı         |
| 6                                                                          | Absturz          | Düşüş              |
| Am 27. April 2021 wurden alle Folgen der Serie bei Netflix veröffentlicht. |                  |                    |

## Rezeption

### Kritiken
Oliver Armknecht von film-rezensionen.de lobt die Serie als reizvolle Alternative zu den üblichen Rachethrillern, wenn eine unscheinbare Putzfrau Mitte dreißig den Kampf mit Männern aufnimmt, die ihrer Familie Leid zugefügt haben. Dabei steche vor allem die Hauptdarstellerin hervor, welche Trauer und Wut gleichermaßen ausdrückt. Die Serie erhält 7 von 10 Punkten.